# Cascade (pera)
 'Cascade' es un cultivar moderno de pera europea Pyrus communis. Un híbrido de pera del cruce de 'Max Red Bartlett' x 'Doyenné du Comice'. Criado por F.C. Reime en 1940 Estación Experimental Agrícola de Oregón en Medford Estados Unidos. Las frutas son descritas que tienen una pulpa blanca, de textura suave, que se funde, dulce y jugosa. Tolera la zona de rusticidad delimitada por el departamento USDA, de nivel 5-9.

## Origen
La variedad se obtuvo en la Estación Experimental Agrícola de Oregón en Medford a principios de la década de 1940, por F.C. Reime del cruce del Parental-Madre 'Max Red Bartlett' donde el donador de polen Parental-Padre es 'Doyenné du Comice'. Su bautismo se remonta a principios de la década de 1940.
La pera 'Cascade' está cultivada en diversos bancos de germoplasma de cultivos vivos. En National Fruit Collection estuvo cultivada con el número de accesión: 1986-060 y nombre de accesión: Cascade.

## Características
'Cascade' es un árbol de extensión erguido, y se forman espolones fácilmente, de vigor moderado. Los botones florales pueden aguantar las heladas tardías. Tiene un tiempo de floración que comienza a partir del 14 de abril con el 10% de floración, para el 17 de abril tiene una floración completa (80%), y para el 25 de abril tiene un 90% caída de pétalos.
'Cacade' tiene una talla de fruto de medio; forma piriforme, o cidoniforme, presentando en algunas ocasiones mamelones, con un peso promedio de 165,00 g; con nervaduras débiles; Archivado el 2 de junio de 2021 en Wayback Machine. piel gruesa; epidermis con color de fondo verde amarillento, con un sobre color lavado de rojo, naranja, a rojo oscuro, importancia del sobre color muy alto, y patrón del sobre color chapa, las lenticelas con cientos de puntos de color amarillo verdoso que resaltan más sobre el sobre color, zonas más o menos amplias de ruginoso-"russeting", "russeting" (pardeamiento áspero superficial que presentan algunas variedades) bajo (1-25%); cáliz medio, con el ojo cerrado, ubicado en una cuenca de profundidad media; pedúnculo de una longitud medio a largo, con un ángulo recto u oblicuo, con una curva débil, y un grosor de grueso a muy grueso; carne de color blanco, pulpa suave, arenosa y jugosa con un sabor ligeramente astringente.
Las peras 'Cascade' tienen pulpa blanca, de textura suave, que se funde, dulce y jugosa. Uno de los beneficios de esta variedad de pera es que también se cocinan muy bien.
Las peras 'Cascade' maduran a mediados de septiembre.

## Susceptibilidades
Esta variedad es propensa a la sarna del peral.

## Polinización
'Cascade' es una variedad auto estéril, y necesita el polen de otras variedades compatibles para el cuaje de la cosecha. Está incluido en el grupo de polinización 4, pero para obtener la mejor cosecha de este peral, necesita una de las siguientes variedades cercanas: 
- Beurré Bosc (grupo de polinización 5)
- Moonglow pear (grupo de polinización 3)
- Seckel (grupo de polinización 4)[8][9]